# قسم البرابرة (رواية)
قسم البرابرة هي رواية للكاتب الجزائري الناطق بالفرنسية بوعلام صنصال كاتب جزائري، اشتهر بأعماله التي تتناول قضايا مثل الهوية، العنف، والتاريخ. تتناول الرواية مرحلة مريرة من تاريخ الجزائر خلال السنوات المظلمة للحرب الأهلية.

## ملخص
يعتمد العمل إطار السرد البوليسي : مفتش شرطة مسؤول عن التحقيق في جريمتين متوازيتين، مما يؤدي به إلى الكشف عن الفساد والعنف والفوضى التي عانى منها المجتمع الجزائري في ذلك الوقت. من خلال هذه القصة يسلط صنصال الضوء على النضالات الأخلاقية والاجتماعية التي تعيشها بلاده ، إذ يُكلف مفتش شرطة بالتحقيق في جريمتين متوازيتين، ليكشف النقاب عن الفساد والعنف المستشري في المجتمع الجزائري آنذاك.

## الأسلوب
يعتمد أسلوب الرواية على لغة تمزج بين السخرية والاستعارات والتلاعب بالألفاظ. ينتقد صنصال الخطابات والإيديولوجيات الرسمية التي ساهمت في نظره في تدهور النسيج الاجتماعي. طور بوعلام صنصال استراتيجيات أدبية للتغلب على العقبات المرتبطة بسوء التلقي. وتهدف هذه الاستراتيجيات إلى إرساء "ميثاق القراءة" القائم على مسؤولية القارئ، وإشراك القارئ كشريك فاعل. إنه يعزز استقلالية وتفكير القارئ المواطن 

## انتقادات
في سنة 2016، اتنقده الكاتب الجزائري واسيني لعرج وقال أن الكاتب جزء من منظومة فكرية واستراتيجية أدبية تبناها منذ روايته قسم البرابرة التي دشن بها رحلته مع معاداة الإسلاميين، ورواياته التي تلت بعدها وتصريحاته الكثيرة وزيارته لإسرائيل وموقفه من القضية الفلسطينية. كما اعتبر أخرون أن الرواية تعد تمجيداً للاستعمار و«الأقدام السود»، انتقدتها الصحف اليومية في الجزائر، كما انتقدها الروائيان إبراهيم سعدي وأمين الزاوي، وخصوصاً بعد ترجمتها إلى العربية

## الجوائز الأدبية
- جائزة الرواية الأولى عام 1999
- جائزة المناطق الاستوائية عام 1999